# Panzerhaubitze 2000
Panzerhaubitze 2000 ili skraćeno PzH 2000 je njemačka 155 mm samohodna haubica koju su razvile Krauss-Maffei Wegmann (KMW) i Rheinmetall za potrebe njemačke vojske. PzH 2000 je jedan od najmodernijih i najboljih artiljerijskih sustava. Ima veliku brzinu paljbe; može ispucati tri granate za 9 sekundi, deset granata za 56 sekundi i može ispucavati od 10 do 13 granata u minuti. 

## Opis

### Oklop
Oklopno tijelo i kupola PzH 2000 je zavarene konstrukcije pancirnog čelika. U prednjem desnom dijelu tijela vozila mjesto je za vozača s čije je lijeve strane ugrađena pogonska grupa. U stražnjem dijelu tijela vozila ugrađena je kupola s glavnim oružjem i sustavima za upravljanje paljbom i navigaciju.
Vozač ima jednodijelni poklopac-vrata koji se otvara prema gore za vožnju s otvorenim poklopcem. Ispred sebe ima ugrađena dva periskopa koji omogućuju opservaciju ispred vozila za mogućnost vožnje sa spuštenim poklopcem. Jedan od dnevnih periskopa može se zamijeniti pasivnim noćnim periskopom. Vozač također može izlaziti kroz vrata sa stražnje strane odjeljenja, što pruža dodatnu sigurnost pri brzom napuštanju vozila.
Osnovna zaštita oružja podrazumijeva zaštitu od 14,5 mm pancirnog zrna i fragmenata topničkih projektila kao i zaštitu od neutronske radijacije. Za poboljšano preživljavanje na bojišnici posebno prema napadnom oružju, PzH 2000 ima po krovu postavljene ploče aktivnog oklopa koje se po potrebi mogu brzo i lako skidati. Posebni oblik zaštite posluge je postignut razmještajem streljiva koje je odvojeno od radnog prostora posluge. Standardna zaštitna oprema uključuje i automatski sigurnosni protupožarni sustav kao i potpunu NBK zaštitu s ventilacijskim sustavom. Permanentni pristup izlazu u stražnjem dijelu vozila također se ubraja u svojevrsni oblik zaštite posluge.

### Top i naoružanje
Glavno naoružanje čini 155 mm top. Rheinmetallova cijev dužine 52 kalibra (8.060 mm), volumena barutne komore 23 litre, završava na ustima s višekanalnom plinskom kočnicom, a stakloplastični ekstraktor barutnih plinova je ugrađen u daljnjem dijelu bliže barutnoj komori. Protutrzajući sustav je zaštićen oklopnom zaštitom, a izgled zaštite je prilagođen cjelokupnom dizajnu oružja. Zatvarač je klasičnog, okomito-kliznog poluautomatskog tipa s poboljšanim sustavom brtvljenja. Na stražnjoj strani zatvarača je ugrađen sustav za punjenje inicijalnih kapsula sa spremnikom za smještaj 32 standardne inicijalne kapsule. Svi važni podaci za sigurnost funkcije topa uključujući i temperaturu barutne komore spojeni su s zaslonom i prikazuju se na displeju ako je to potrebno. Oružje ima domet 30 kilometara sa standardnim NATO streljivom 155 mm ili 40 kilometara s odgovarajućim projektilima povećanog dometa i unificiranim šesterodijelnim barutnim punjenjima.
Cijev prelazi prednji kraj vozila za svega 3,3 metra što vozilu omogućuje dobru mobilnost i kretanje po lošem terenu. U usporedbi s američkom samovoznom haubicom 155 mm M109 koja ima cijev dužine 39 kalibara (2 metra kraću), a koja prelazi prednji kraj vozila čitavih 2,7 metara, uočljivo je da su konstruktori o tome i te kako vodili računa. Velika zadnja razdvojiva vrata (1,10 x 1,60 m) osiguravaju izravni pristup odjeljenju s poslugom koja mogu poslužiti kao izlazna vrata za poslugu i vozača. Gađanjem se postiže velika točnost i velika brzina paljbe bez posebnih podupirača ili dodatnih oslonaca. Za balansiranje tako teškog topa rabljen je novi izravnjački sustav s torzijskim polugama umjesto klasičnih hidropneumatskih izravnjača.
Automatski punjač streljiva omogućuje punjenje pri svim kutovima elevacije i položaju kupole. Spremnik je kapaciteta 60 projektila i 288 modularnih punjenja (po 6 u kompletu) ili 67 ekvivalentnih klasičnih barutnih punjenja.
Automatski punjač PzH 2000 ima mogućnost tri modema rada:
1. automatsko/ručno punjenje i pražnjenje cijevi oružja
2. automatsko/poluautomatsko/ručno punjenje iz spremnika
3. automatsko/ručno punjenje pomoću transportnog sustava iz zadnjeg dijela vozila.

Sustav za punjenje cijevi opskrbljen je pneumatskim izravnim punjačom tzv. flick-rammer, a upravljan je električnim servo pogonom. U sklopu sustava je ugrađen induktivni podsustav za upotpunjavanje upaljača s projektilom. Sustav je konstruiran tako da u potpunosti zadovoljava režim brze paljbe od 3 metka u 10 sekundi ili normalni režim od 10 metaka u minuti (iako je službeni zahtjev njemačke vojske 8 metaka u minuti). Za utovar 60 projektila s odgovarajućim punjenjima koji teže oko 3,5 tone, dvojici članova posluge potrebno je manje od 11 minuta. Utovar streljiva u oružje obavlja se posebnim transportnim sustavom na stražnjem dijelu vozila.
Da bi se povećala djelotvornost posluge, a vrijeme reakcije bilo što kraće, oružje je opskrbljeno sustavom za upravljanje paljbom (skraćeno SUP). Sustav omogućuje potpuni električni nadzor nad oružjem, a instalacijska oprema omogućuje otvaranje paljbe s posrednim gađanjem iz nepripremljenog borbenog položaja. Pri izravnom gađanju u vrlo kratkom vremenu omogućuje pogađanje cilja s prvim projektilom. KMW ugrađuje digitalni sustav za upravljanje paljbom s integriranim inertnim navigacijskim podsustavom ugrađenim na elevacijsku masu koji daje visoki stupanj operativne autonomije. Postoji mogućnost ugradnje dva navigacijska podsustava i to: BGT mehanički žiro-inercijski i moderniji Honeywell MAPS (Modular Azimuth Positioning System) temeljen na laserskom žiroskopu. Operacijama sustava upravlja balističko računalo Telefunken ŇMICMOS 32Ó koje podatke ispisuje na grafičkom displeju s kojim su opskrbljeni ciljač i zapovjednik. Za izravno gađanje zapovjednik oružja služi se PERI-RTWFL 90 multispectralnim panoramskim ciljničkim sustavom s integriranim laserskim daljinomjerom i balističkim procesorom. Tu su još televizijski i termovizijski dnevno-noćni kanal. Osim toga ugrađen je i klasični optički periskop PERI 19.
Električni sustav za nadzor i pokretanje oružja radi u režimu automatskog, poluautomatskog i ručnog pokretanja s maksimalnom brzinom oko 200 mil/sek i minimalnom od 0,2 mil/sek. Na krovu kupole ugrađena je dnevno-noćna panoramska ciljnička naprava s laserskim daljinomjerom i digitalnim balističkim računalom za automatski primarni oblik djelovanja. Tu je još ugrađen ciljnik za izravno gađanje s optičko-mehaničkom opremom za manualno rukovanje.
Kupola je na stražnjem dijelu vozila ima dvoja vrata, jedna naprijed s lijeve, a druga s desne stražnje strane. Na kupoli je ugrađen nosač za montažu strojnice 7,62 mm. S prednje strane kupole ugrađeni su bacači dimnih kutija i to četiri sa svake strane cijevi topa.

### Pokretljivost
Oružje pokreće moderni 8-cilindrični diesel motor MTU 881, snage 736 kW (1000 KS ), što daje vozilu specifičnu snagu od 13,3 kW (17,8 KS/t) po toni. Motor je spojen s automatskom transmisijom Renk HSWL 284 C koja omogućuje vožnju u 4 brzine naprijed i dvije natrag. U pogonsku grupu je integriran hidromehanički sustav za upravljanje s bočnim spojnicama. Osim glavnog motora, ugrađen je i pomoćni motor snage 1,9 kW koji služi za punjenje baterija kako bi rad kupole imao određenu autonomnost, kada glavni motor ne radi.
Motor i transmisija čine jednu cjelinu koja se može zamijeniti kao posebna jedinica. Dovod svježeg zraka je na vrhu, a ispušni odvod je u prednjem dijelu tijela s bočne strane. Ovjes vozila je riješen sustavom torzijskih poluga koje omogućuju dobro ponašanje vozila na neravnom terenu. U prednjem dijelu tijela su pogonski kotači gusjenica, a tzv. ljenjivci su na stražnjem dijelu, dok je između njih sedam gumiranih dvostrukih potpornih kotača s valjcima za nošenje gusjenica. Linearni ublaživači udaraca i hidraulični amortizeri su već provjerene komponente na korištenju u tenku Leopard 1. Gornji gazeći sloj gusjenica presvučen je gumenom oblogom.

## Zemlje posjednici vozila
- Grčka - 24 komada
- Italija - 70 komada
- Nizozemska - 57 komada
- Njemačka - 154 komada (185 prije prodaje 15 komada Hrvatskoj i 16 komada Litvi.)
- Hrvatska - 16 (3 za rezervne dijelove i 1 za uvježbavanje). Također su uključena i vozila za trening i podršku. Ukupna vrijednost iznosi 55 milijuna eura. Prva isporuka je bila 29. srpnja 2015. godine.[1]